# داراغ بارك
داراغ بارك (بالإنجليزية: Darragh Park)‏ هو فنان أمريكي، ولد في 1939، وتوفي في 2009.